# 李璣 (嘉靖進士)
李璣（1499年—1566年），字邦在，號西野，江西南昌府豐城縣湖茫里人，軍籍，明朝政治人物。

## 生平
江西鄉試第三十名舉人。嘉靖十四年（1535年）中式乙未科會試第九十三名，登第二甲第一名進士。考选庶吉士，十六年正月授翰林院编修，十八年闰七月父喪丁忧。服阕，起复原职，二十四年充《大明会典》纂修官，二十六年十一月升左春坊左中允管国子监司业事，丁忧归。服阕，三十一年十二月起补原官兼翰林院修撰，三十二年十月升左谕德兼翰林院侍读，三十三年三月升国子监祭酒，六月升南京吏部右侍郎，改吏部右侍郎兼翰林院学士、掌詹事府事，三十八年与太常寺少卿嚴訥主考己未科礼部会试，三十九年八月升南京礼部尚书，四十二年三月以考察拾遗致仕。嘉靖四十五年卒。

## 家族
曾祖李世玉（李琢），號侃斋；祖父李與仁（李仁），號恕斋，生二子：萬魁、萬古；父李萬古（1472年-1539年），字惟一，號剑东，封翰林院编修；母朱氏，封孺人。具庆下。兄李珩、李璇。